# Hypamblys albifacies
Hypamblys albifacies är en stekelart som först beskrevs av Léon Abel Provancher 1888.  Hypamblys albifacies ingår i släktet Hypamblys och familjen brokparasitsteklar. Inga underarter finns listade i Catalogue of Life.